# (8055) Arnim
(8055) Arnim ist ein Asteroid des äußeren Hauptgürtels, der am 17. Oktober 1960 von dem niederländischen Astronomenehepaar Cornelis Johannes van Houten und Ingrid van Houten-Groeneveld entdeckt wurde. Die Entdeckung geschah im Rahmen des Palomar-Leiden-Surveys, bei dem von Tom Gehrels mit dem 120-cm-Oschin-Schmidt-Teleskop des Palomar-Observatoriums (IAU-Code 675) aufgenommene Feldplatten an der Universität Leiden durchmustert wurden.
Der Asteroid wurde am 2. April 1999 nach dem deutschen Schriftsteller Achim von Arnim (1781–1831) benannt, der neben Clemens Brentano, mit dem er auch die Volksliedsammlung Des Knaben Wunderhorn herausgab, der Hauptvertreter der sogenannten Heidelberger Romantik war.